# Contomastix celata
Contomastix celata — вид ящірок родини теїдових (Teiidae). Ендемік Аргентини. Описаний у 2019 році.

## Поширення і екологія
Contomastix celata мешкають в горах Сьєррас-де-Кордова в провінції Кордова та в горах Сьєрра-де-ла-Вентана в провінції Буенос-Айрес. Вони живуть на луках серед скель.